# Grimalditeuthis bonplandii
Grimalditeuthis bonplandii (Vérany, 1839) è una specie di calamaro appartenente alla famiglia Chiroteuthidae, caratterizzata da adattamenti unici che le permettono di sopravvivere nelle profondità marine. Il nome Grimalditeuthis onora la famiglia Grimaldi, casa regnante di Monaco, mentre bonplandii è un tributo allo scienziato francese Aimé Bonpland.

## Descrizione
Grimalditeuthis bonplandii presenta un corpo gelatinoso con tessuti vescicolari nella testa, nelle braccia e nel mantello. Le braccia sono subeguali in lunghezza e prive di membrane protettive. Le ventose alla base delle braccia possiedono tre papille coniche, una caratteristica distintiva della specie. Le ventose sono assenti nei tentacoli, che mostrano membrane protettive simmetriche. Gli occhi sono relativamente piccoli e il mantello è fuso all'imbuto in corrispondenza di ciascun apparato di bloccaggio

## Distribuzione e habitat
Questa specie ha una distribuzione circumglobale, prevalentemente nelle acque tropicali e temperate. Abita le zone mesopelagiche e batipelagiche dell'oceano, a profondità comprese tra 200 e 1 500 metri.

## Biologia

### Alimentazione
A differenza di altri calamari che utilizzano tentacoli muscolosi per catturare le prede, G. bonplandii impiega una strategia unica. Le estremità dei suoi tentacoli, chiamate «clave», sono estremamente sottili e fragili, prive di ventose, uncini o fotofori. Queste clave possono muoversi autonomamente, imitando i movimenti di piccoli organismi marini come gamberetti o pesci, attirando così le prede attraverso un comportamento noto come mimetismo aggressivo. Una volta che la preda si avvicina, il calamaro si lancia rapidamente in avanti per catturarla.

### Riproduzione
Come altri cefalopodi, G. bonplandii è gonocorico, con individui maschi e femmine distinti. Dopo l'accoppiamento, che coinvolge l'inserimento dell'ectocotile nella cavità del mantello della femmina per la fecondazione, gli adulti generalmente muoiono poco dopo la deposizione delle uova o la cura della prole.

## Conservazione
Attualmente, Grimalditeuthis bonplandii è classificato come «specie a rischio minimo» (Least Concern) dalla Lista Rossa dell'IUCN, indicando che non è considerato minacciato di estinzione.